# 42 (số)
42 (bốn mươi hai) là một số tự nhiên ngay sau 41 và ngay trước 43.